# 里弗代尔 (北达科他州)
里弗代尔（英語：Riverdale），是美国北达科他州下属的一座城市。根据2010年美国人口普查，该市有人口205人。2011年估计该市有人口207人，相对于2010年，增长率为0.98%。